# Sent Clement (Gard)
Sent Clement (en francès Saint-Clément) és un municipi francès situat al departament del Gard i a la regió d'Occitània.